# S'Heretat
S'Heretat est un site archéologique situé dans la municipalité de Capdepera sur l'île de Majorque dans l'archipel des Baléares en Espagne. Le site, daté de l'âge du fer, est un ancien village talayotique.

## Historique
Le site est mentionné à la fin du XIXe siècle dans les ouvrages Les îles Baléares de Louis-Salvator de Habsbourg-Toscane et dans Les monuments primitifs des Îles Baléares d'Émile Cartailhac. Depuis 1998, plusieurs campagnes de fouilles ont été réalisées sur place sous la direction de l'archéologue Lourdes Mazaira.
Le site a été déclaré bien d'intérêt culturel en 1966 sous la référence d'enregistrement RI-51-0001975.

## Description
Le site couvre une superficie d'environ 4 800 m2.  Le mur d'enceinte du village mesure 295 m de périmètre, il est percé d'au moins trois portes. Le village comprend plusieurs édifices ruinés, le mieux conservé est un talayot circulaire, de 9,80 m de diamètre situé à l'ouest du site et connu sous le nom d'Es Claper des Gegants. Il est délimité par un mur à double parement, conservé sur 4,10 m de hauteur, de 2,60 m d'épaisseur : l'espace compris entre les murs extérieur et intérieur a été comblé avec des gravats. On accède à l'intérieur de l'édifice par une porte basse côté sud-est. La pièce comporte, au sud-est, un accès vers un couloir de 6 m de long sur 1 à 1,50 m de hauteur dont l'extrémité, désormais effondrée, devait permettre d'accéder à une construction attenante désormais disparue. 
Le talayot et le mur d'enceinte doivent avoir été construit en premier et durant la même période car le talayot est situé à l'intérieur du mur d'enceinte. Les techniques de construction différentes utilisées pour les bâtiments annexes autour du talayot correspondent à diverses rénovations ou agrandissements ultérieurs datant de différentes périodes y compris après la conquête romaine.
Deux  bâtiments situés au centre du village comportent des murs semi-circulaires en forme d'abside. Trois citernes ont été creusées dans le sol à 30 m au sud de l'enceinte.